# Squadre di ginnastica ritmica ai Giochi della XXVI Olimpiade
Di seguito l'elenco delle ginnaste convocate per i Giochi della XXVI Olimpiade.

## Formazioni
| Bielorussia       |                   |
| Ginnasta          | Data di nascita   |
| Natal'ja Budilo   | 8 agosto 1979     |
| Ol'ha Demskaja    | 30 settembre 1978 |
| Oksana Ždanovič   | 2 dicembre 1977   |
| Svetlana Luzanova | 29 giugno 1977    |
| Halina Malašenko  | 1º marzo 1980     |
| Alesja Pochodina  | 4 ottobre 1979    |

| Bulgaria           |                  |
| Ginnasta           | Data di nascita  |
| Ina Delčeva        | 20 luglio 1977   |
| Valentina Kevlijan | 11 marzo 1978    |
| Marija Koleva      | 10 agosto 1977   |
| Maja Tabakova      | 11 maggio 1978   |
| Ivelina Taleva     | 25 marzo 1977    |
| Vjara Vataška      | 20 febbraio 1980 |

| Cina         |                 |
| Ginnasta     | Data di nascita |
| Cai Yingying | 7 dicembre 1978 |
| Huang Ting   | 2 luglio 1977   |
| Huang Ying   | 2 luglio 1977   |
| Zheng Ni     | 6 luglio 1976   |
| Zhong Li     | 5 gennaio 1977  |
| -            | //              |

| Francia               |                   |
| Ginnasta              | Data di nascita   |
| Charlotte Camboulives | 26 aprile 1980    |
| Caroline Chimot       | 22 aprile 1978    |
| Sylvie Didone         | 31 agosto 1979    |
| Audrey Grosclaude     | 29 settembre 1980 |
| Frédérique Léhon      | 29 ottobre 1980   |
| Nadia Mimoun          | 28 dicembre 1978  |

| Germania             |                   |
| Ginnasta             | Data di nascita   |
| Nicole Bittner       | 9 luglio 1977     |
| Katrin Hoffmann      | 5 luglio 1978     |
| Anne Jung            | 21 agosto 1981    |
| Dörte Schiltz        | 21 dicembre 1976  |
| Luise Stäblein       | 15 settembre 1980 |
| Katharina Wildermuth | 17 aprile 1979    |

| Italia            |                 |
| Ginnasta          | Data di nascita |
| Manuela Bocchini  | 26 luglio 1980  |
| Valentina Marino  | 5 ottobre 1977  |
| Sara Papi         | 5 agosto 1980   |
| Sara Pinciroli    | 1º ottobre 1980 |
| Valentina Rovetta | 24 luglio 1980  |
| Nicoletta Tinti   | 22 maggio 1979  |

| Russia             |                  |
| Ginnasta           | Data di nascita  |
| Evgenija Bočkarëva | 10 giugno 1980   |
| Ol'ga Štyrenko     | 6 luglio 1977    |
| Irina Dzjuba       | 16 dicembre 1980 |
| Angelina Juškova   | 13 novembre 1979 |
| Julija Ivanova     | 5 dicembre 1977  |
| Elena Krivošej     | 1º febbraio 1977 |

| Spagna             |                 |
| Ginnasta           | Data di nascita |
| Marta Baldó        | 8 aprile 1979   |
| Nuria Cabanillas   | 9 agosto 1980   |
| Estela Giménez     | 29 marzo 1979   |
| Lorena Guréndez    | 7 maggio 1981   |
| Tania Lamarca      | 30 aprile 1980  |
| Estíbaliz Martínez | 9 maggio 1980   |

| Stati Uniti          |                   |
| Ginnasta             | Data di nascita   |
| Mandy James          | 9 dicembre 1978   |
| Alaine Mata-Baquerot | 23 novembre 1978  |
| Kate Nelson          | 27 dicembre 1977  |
| Brandi Siegel        | 4 agosto 1979     |
| Challen Sievers      | 19 aprile 1979    |
| Becky Turner         | 17 settembre 1977 |